# Lepilemur petteri
Il lepilemure di Petter (Lepilemur petteri Louis, 2006) è una specie di lemure recentemente scoperta, endemica del Madagascar.
Il nome della specie è un omaggio a Jean-Jacques Petter, primatologo francese, studioso dei lemuri.

## Distribuzione
La specie è diffusa nella zona sud-occidentale dell'isola, grossomodo nell'area compresa fra i fiumi Onilahy e Linta, dove preferisce le zone di foresta decidua secca e quelle di foresta a galleria.

## Descrizione

### Dimensioni
Misura fino a 55 cm di lunghezza, pur rimanendo solitamente attorno al mezzo metro di lunghezza, di cui poco meno della metà va attribuita alla coda.

### Aspetto
Il pelo è grigio scuro nella zona dorsale, con sfumature rosso-ruggine su spalle, zampe anteriori, ginocchia e sulle tempie: la zona ventrale e la coda sono invece bianco-grigiastre.

I grandi occhi sono cerchiati di nero, con la cerchiatura che si ispessisce nella parte inferiore: nera è anche una banda che dal naso raggiunge la bocca a mo' di baffetti, da cui il nome colloquiale di lepilemure baffuto. Le orecchie sono allungate e presentano una caratteristica curvatura laterale nella parte terminale.